# Ugolino da Montecatini
Ugolino da Montecatini o Ugolino Caccini (Montecatini Alto, 1345 – Firenze, 1425) è stato un medico e idrologo italiano, celebre per aver scritto uno dei più antichi trattati di balneoterapia, il De balneorum Italiae proprietatibus ac virtutibus (scritto nel 1417 e stampato nel 1553).

## Biografia
Figlio di Giovanni (persona importante, tra l'altro sottoscrittore, nel 1330, dell'atto di sottomissione del Castello di Montecatini al Comune di Firenze) e di Bellina, Ugolino studiò medicina a Bologna, diplomandosi nel 1367; esercitò la professione a Pistoia iniziando come speziale, a Montecatini e a Pescia. Fu medico personale del signore della Repubblica di Pisa Pietro Gambacorti, che lo incoraggiò a intraprendere studi sulla composizione e sull'efficacia curativa delle acque termali di San Giuliano Terme. Su invito del famoso stignanese Coluccio Salutati, cancelliere della Repubblica di Firenze, insegnò medicina a Firenze e fu poi al servizio di Sigismondo Pandolfo Malatesta a Pesaro. In seguito fu medico a Lucca, dove assistette Ilaria del Carretto, e a Perugia.

## Opere
La sua opera maggiore è il Tractatus de balneis (1419-1420), il primo testo completo di idrologia medica e di idroterapia termale, nel quale elenca con precisione le qualità terapeutiche delle acque termali di Montecatini da lui stesso sperimentate, e ne indica le migliori modalità di assunzione in rapporto alle diverse patologie.
Il testo fu stampato nel 1553 a Venezia; viene citato ripetutamente da Alessandro Bicchierai nel 1788 nell'opera Dei Bagni di Montecatini, dedicata al granduca Leopoldo II d'Asburgo-Lorena.